# Rudolf Hartung (Komponist)
Rudolf Hartung (* 28. September 1886 in Braunschweig; † 23. Januar 1975 in Bad Harzburg) war ein deutscher Komponist.

## Leben
Nach dem Abbruch eines Jurastudiums, das er als Spross einer alten Braunschweiger Juristenfamilie zunächst begonnen hatte, studierte Hartung Musik in München, Berlin und Leipzig. Ab 1916 arbeitete er als Korrepetitor, Chorleiter und Kapellmeister am Staatstheater Braunschweig. 1939 ging er als Dozent für Komposition und Dirigieren an die neu gegründete „Braunschweigische Staatsmusikschule“, an der er bis 1947 tätig war.
1998 wurde die Rudolf Hartung Stiftung gegründet. Zweck der Stiftung ist die Förderung von Kunst und Kultur durch die Bewahrung und Verbreitung seines Lebenswerks sowie die Förderung der Bildung und Erziehung durch die Unterstützung der musikalischen Bildung und Erziehung von Kindern und Jugendlichen.

## Werk
Rudolf Hartung orientierte sich als Komponist an der Spätromantik, nahm aber auch Elemente der Neuen Musik auf. Sein musikalischer Nachlass wird im Braunschweigischen Landesmuseum verwahrt.